# اسکالپل
نیشتر یا اسکالپل یا تیغ بیستوری (به انگلیسی: Scalpel) نوعی تیغ جراحی است که بسیار برنده بوده و برای جراحی بدن، کالبدشکافی و بعضی مواقع در صنایع دستی کاربرد دارد. اسکالپل‌ها ممکن است یک بار مصرف یا با کاربرد همیشگی باشند. تیغه برخی از آن‌ها را می‌توان تعویض کرد ولی برخی دیگر قابلیت تعویض ندارند ولی می‌توان آن‌ها را تیز کرد. به آن در زبان فرانسوی بیستوری (فرانسوی: Bistouri) نیز می‌گویند. 
تیغه و دسته بیستوری (اسکالپل‌ها) به اشکال مختلف وجود دارند. اکثراً از جنس استیل کربن و برنجی می‌باشند. تیغه‌ها و دسته‌ها، سایزهای گوناگونی دارند لذا بسته به عمق ناحیه عمل، جراح چاقوی مناسب را درخواست می‌کند. برای نمونه دسته بیستوری شماره ۳، رایج‌ترین الگو در ست جراحی می‌باشد. تیغ شماره ۱۱ عمدتاً جهت ایجاد شکاف کوچک بکار می‌رود و در عمل حجامت کاربرد دارد.

## دسته بندی تیغ‌ها و دسته‌ها
- تیغ‌های بیستوری شماره ۶،۹،۱۰،۱۱،۱۲،۱۴ و۱۵ با دسته بیستوری شماره ۳ و ۹ منطبق می‌باشند.
- تیغ‌های بیستوری شماره ۲۰، ۲۱، ۲۲، ۲۳ و ۲۴ با دسته بیستوری شماره ۴ و ۶ منطبق می‌باشند.

## نحوه قرار دادن تیغه روی دسته بیستوری (اسکالپل)
جا انداختن و در آوردن تیغ حتماً بایستی به کمک سوزن‌گیر صورت گیرد. انتهای تیغ، مایل بوده و گردن دسته اسکالپل نیز یک شیار یا لبه مایل دارد و بایستی جهت تیغ موقع جا انداختن طوری باشد که آن دو با هم موازی و منطبق شوند. قسمت بالا و کند تیغه، به وسیله پنس گرفته می‌شود و سپس داخل شیار بیستوری قرار می‌گیرد. برای در آوردن تیغ، انتهای آن را با سوزن‌گیر گرفته و در حالی که دهانه رو به پایین قرار دارد (تا به شخصی که احتمالاً روبروی شما ایستاده آسیبی نرسد)،آن را به جلو رانده تا تیغ خارج گردد.

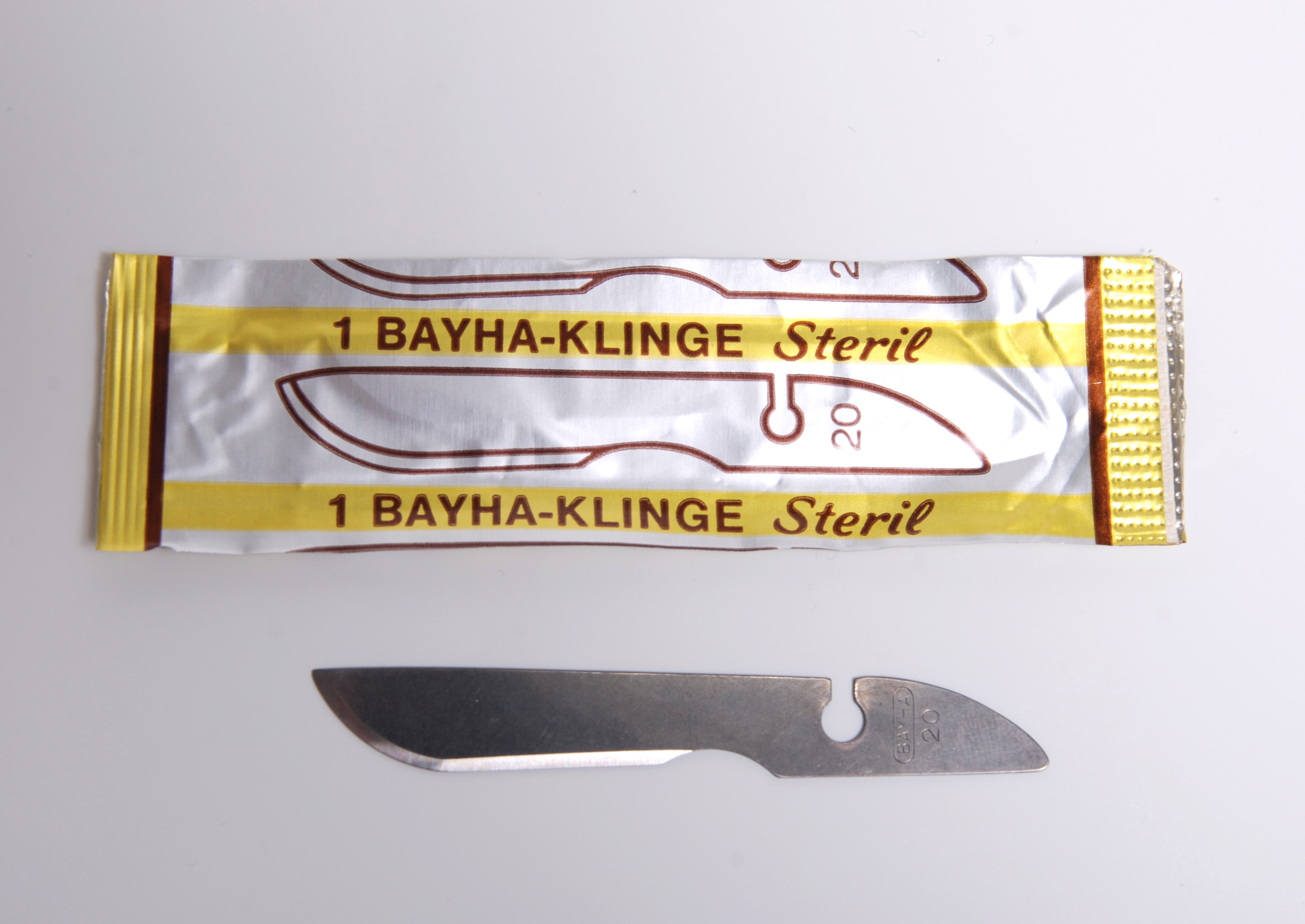
تیغه بیستوری
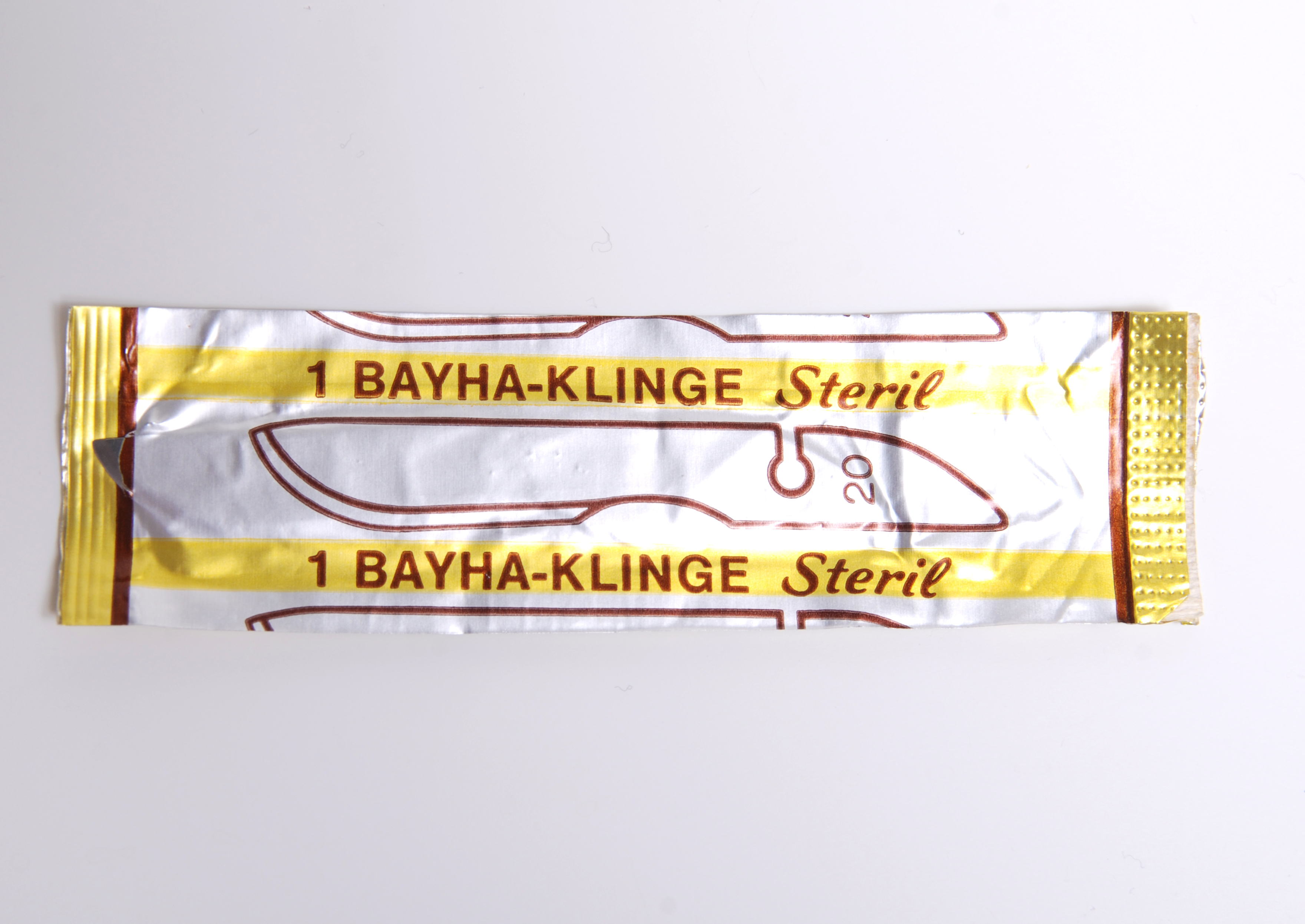
تیغه بیستوری
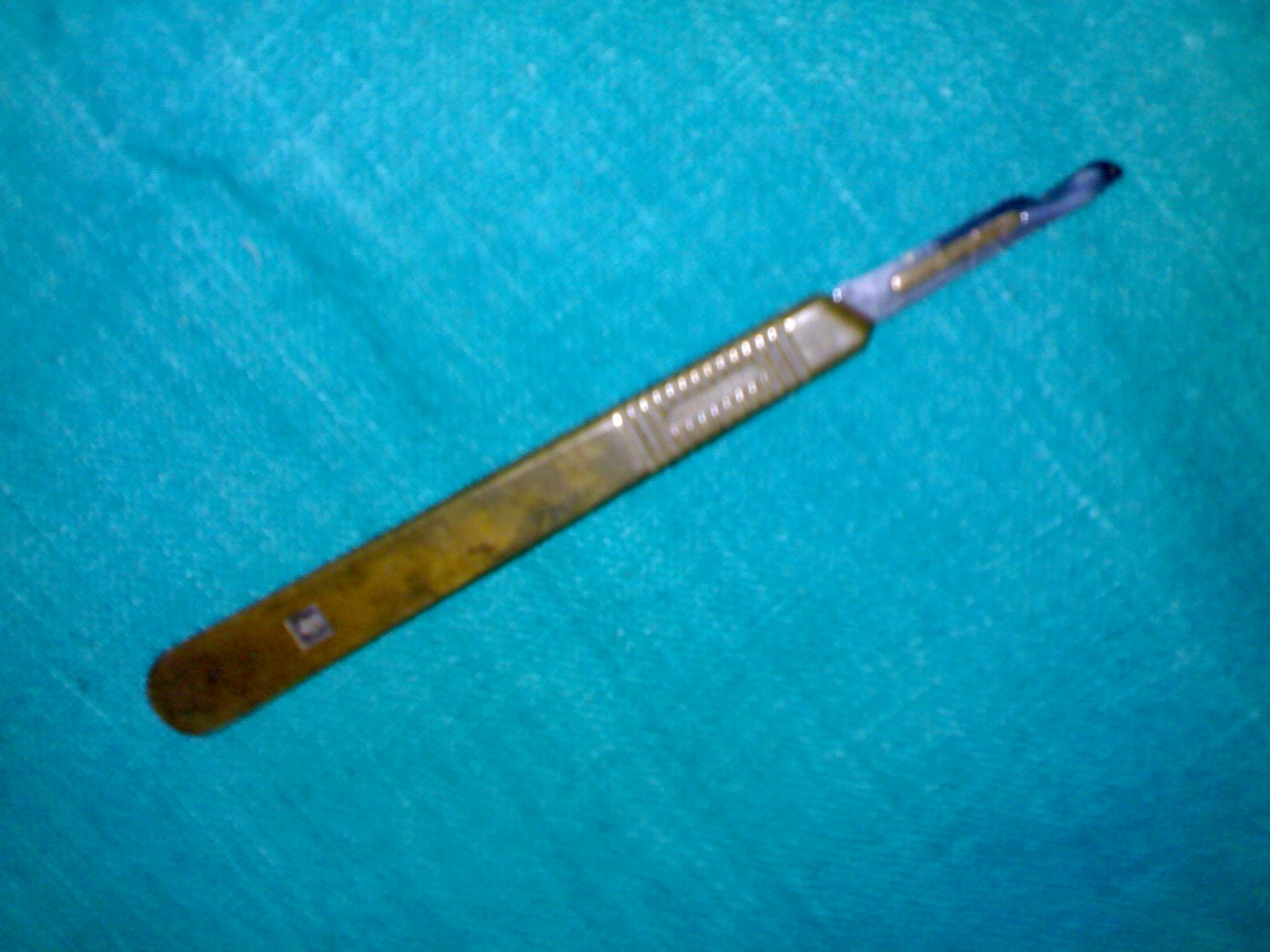
دسته بیستوری
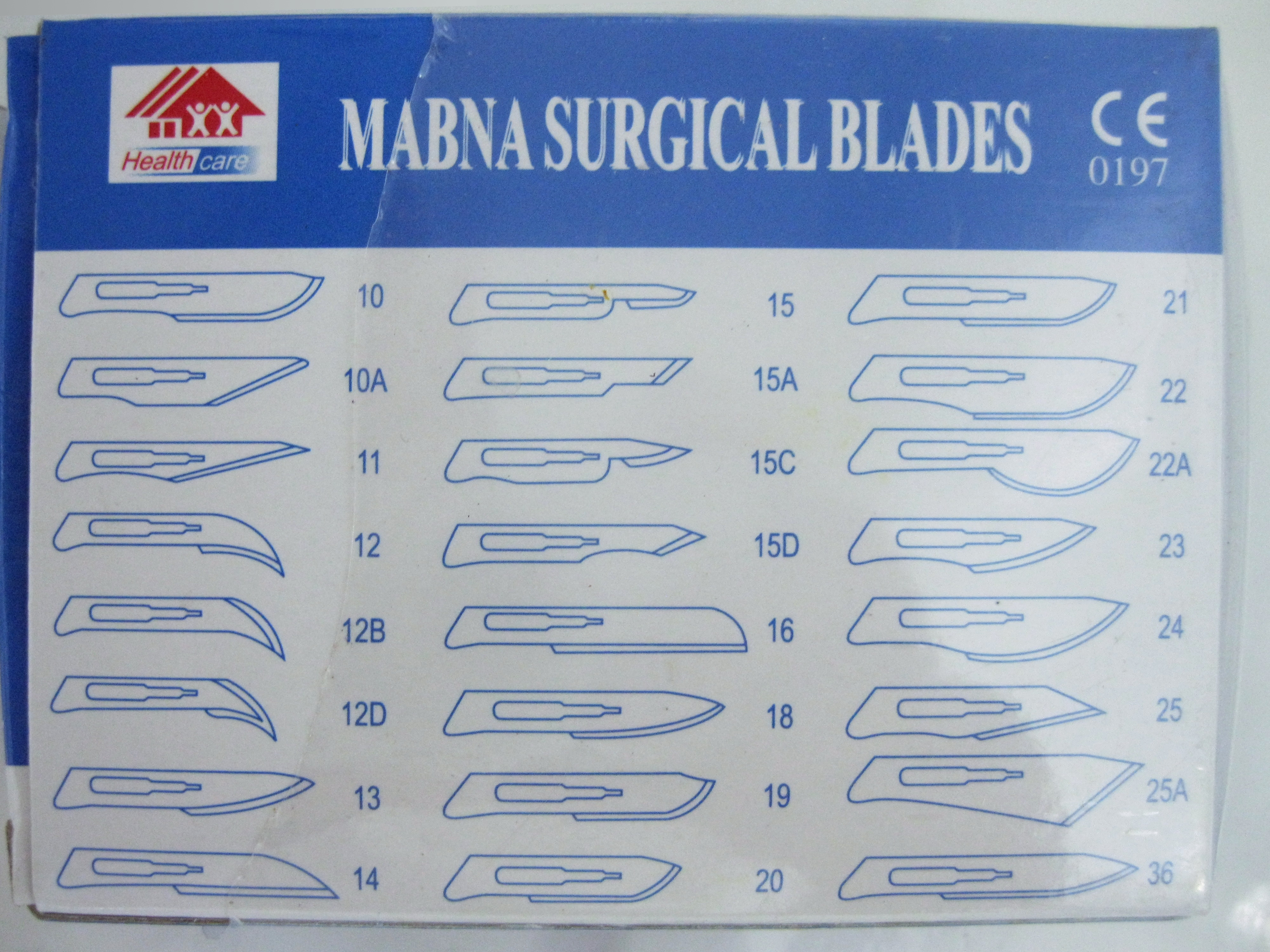
نمایش سایزبندی تیغه‌ها
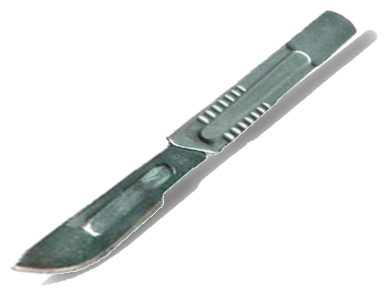
تیغه و دسته بیستوری